# ردود الفعل الدولية بعد الهجوم على أسطول الحرية

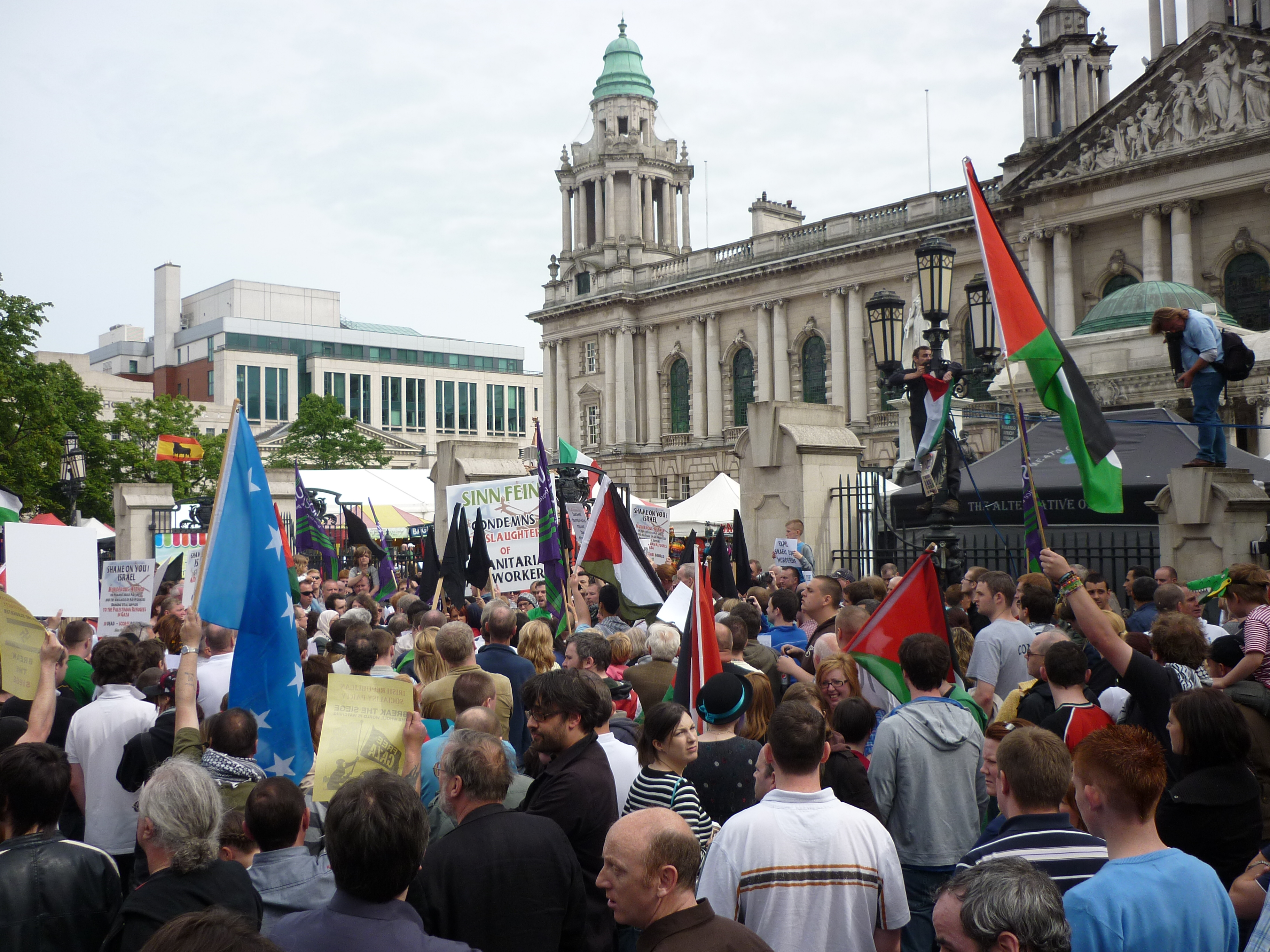

ردود فعل الهجوم على أسطول الحرية يقصد بها ردود الفعل التي تلت الهجوم على أسطول الحرية وتلا الهجوم نقد دولي كبير  وحدث هذا الهجوم في 31 مايو 2010 (ت ع م +3)  وكانت عملية الهجوم في الساعة الرابعة فجراً وقد قتل فيه تسعة أشخاص  وجرح العشرات  

وتنوعت ردود الفعل فهناك دول قامت بسحب السفراء أو قامت باستدعائها  والدول التي قامت باستدعاء سفراء إسرائيل هي
الدانمارك والسويد واليونان وأسبانيا وفرنسا  وتركيا  ومصر  وعددها سبعة  وهناك دول قامت بسحب سفرائها وهي
وتركيا  والإكوادور ووجنوب أفريقيا  ونيكاراغوا  وعددها أربعة وهناك دول من أمريكا اللاتينية أدانت الهجوم ومنها الأرجنتين  وبوليفيا  والبرازيل  وفنزويلا وكوبا  وشيلي  ونيكاراغو  وقد أدانت دول من الاتحاد الأوربي الهجوم ومنها: إسبانيا، واليونان، وفرنسا، والسويد، والدنمارك، وألمانيا، وروسيا، وبريطانيا  وكانت هناك إدانة كبيرة في العالم العربي فقد أدانت الهجوم العديد من الدول العربية: منها فلسطين، والأردن، وعمان، وقطر، وسوريا، ولبنان، ومصر، والسودان، وتونس وفصائل المقامة أيضاً منها: حماس، وفتح، والجهاد الإسلامي  وكان منظمات حكومية وغير حكومية من بين المنددين وهم الحملة الأوروبية لرفع الحصار،  وحركة غزة الحرة  ومنظمة العفو الدولية 

## ردود الفعل الدولية

### أطراف ذات صلة مباشرة

#### فلسطين
- السلطة الوطنية الفلسطينية: وصف محمود عباس ما حصل بانه «عدوان آثم» كما تلى رئيس الوزراء الفلسطيني بالضفة سلام فياض وأعضاء حكومته أثناء جلسة رسمية لهم الفاتحة على أرواح القتلى. وجرى إعلان الحداد كذلك في الأراضي الفلسطينية لمدة ثلاثة أيام.[بحاجة لمصدر]
- حركة حماس: ألقى رئيس الوزراء بغزة إسماعيل هنية بيان بهذا الشأن. ووصف رئيس الجناح السياسي لحركة حماس بدمشق خالد مشعل ما حدث «بالجريمة وأن إسرائيل اليوم تعرى أمام العالم الذي ضربته وان أعضاء أسطول الحرية لم تصل سفنهم ولكن وصلت رسالتهم» وكان ذلك خلال مؤتمر صحفي في العاصمة اليمنية صنعاء في اليوم الثاني من زيارته لها.[بحاجة لمصدر]

#### تركيا
وصف رجب طيب أردوغان رئيس وزراء تركيا هجوم الكوماندوس الإسرائيلي على قافلة المساعدات المتجهة إلى غزة بـالمجزرة الدموية، ودعا إلى معاقبة إسرائيل وقال رئيس الوزراء التركي إن «الوقت قد حان لكي يقول المجتمع الدولي كفى وألا تتوقف الأمم المتحدة في قراراتها عند إدانة إسرائيل بل عليها أن تصر على تنفيذ قراراتها». ووصف ما قامت به إسرائيل بالعمل الدنيء، كما طالب إسرائيل بأن تفرج فورا عن جميع السفن المحتجزة والمعتقلين وتسليم الجرحى لمعالجتهم في تركيا وألا تتباطأ في ذلك حتى لا تتعقد الأمور أكثر. وقال إن عمل إسرائيل يعد هجوماً على القانون الدولي وضمير الإنسانية والسلام العالمي  وأضاف نائب الرئيس التركي بولنت أرينج «لا ينبغي لأحد أن يعتقد أن تركيا سوف تعلن الحرب على إسرائيل». وصدر بيان لوزارة الخارجية التركية تدين فيه إسرائيل / كما استدعت سفير إسرائيل لديها ، وألغيت مباراة لكرة القدم ضد إسرائيل  وأعلن وزير الخارجية التركي أحمد داود أوغلو أن تركيا ستبدأ محادثات مع أعضاء الأمم المتحدة لتشكيل لجنة تحقيق دولية في الحادث، وتقوم السلطات التركية بدراسة قانون العقوبات التركي والقانون الدولي لتحديد تحركها رداً على الاعتداء الإسرائيلي.

#### إسرائيل
قام نتنياهو بالهجوم على نشطاء السلام الذين كانوا على متن الأسطول، ووصفهم بأنهم مؤيدو إرهاب. وبرر الهجوم بالحفاظ على أمن إسرائيل، وقال نتنياهو في مؤتمر صحفي بإسرائيل «إن السفينة التركية كانت سفينة كراهية وليست سفينة سلام»، كما انتقد المواقف الدولية التي وجهت اللوم إلى إسرائيل ووصف المنتقدين الدوليين بالنفاق، كما أكد الجيش الإسرائيلي، أن حركة المقاومة الإسلامية حماس، التي تسيطر على قطاع غزة، رفضت استقبال شحنة من المساعدات الإنسانية التي كانت تحملها قافلة أسطول الحرية. وأعرب عن أسفه لوقوع خسائر في الأرواح وقال أن الحدث يمثل حالة واضحة من الدفاع عن النفس.

### أطراف أخرى

#### العربية
- جامعة الدول العربية: ندد مجلس جامعة الدول العربية في اجتماع طارئ عقده اليوم الثلاثاء على مستوى المندوبين الدائمين بحضور سفير تركيا في القاهرة، وتولى المجلس التحضير لانعقاد اجتماع طارئ بعد يوم لوزراء الخارجية العرب لبحث الهجوم الإسرائيلي وخطة تحرك لمواجهته على الساحة الدولية تستند على الجوانب القانونية والسياسية والدبلوماسية.[40]
- مجلس التعاون الخليجي: وصف مجلس التعاون لدول الخليج العربية، الهجوم الإسرائيلي الذي شنته على أسطول الحرية لغزة، بأنه من أعمال القرصنة البحرية وإرهاب دولة، مطالبا بإحالة مرتكبي هذه الجريمة إلى محكمة الجنايات الدولية.[41]
- الأردن: أدانت الأردن الهجوم الإسرائيلي على الأسطول، وقد استُدعِي القائم على أعمال السفارة الإسرائيلية في عمّان وسُلّم رسالة احتجاج شديدة اللهجة على الهجوم الإسرائيلي. وقد قال وزير الإعلام والاتصالات - الناطق الرسمي باسم الحكومة - في بيان رسمي له: «إن ما قامت به القوات البحرية الإسرائيلية من استهداف للمدنيين في عرض البحر هو جريمة بشعة ومرفوضة ومُدانة، وإن هذه الجريمة خرقت كافة المبادئ الإنسانية والشرائع والقوانين والأعراف الدولية». وأضاف أن: «الأردن تابع بقلق بالغٍ تطورات الأحداث بشأن القافلة منذ فجر اليوم، وهو يُحمّل إسرائيل كامل المسؤولية عن سلامة المواطنين الأردنيين المتواجدين على متن القافلة وعودتهم سالمين».[42]
- تونس: أعربت تونس عن إدانتها الشديدة للعدوان الذي نفذته القوات الإسرائيلية في المياه الدولية ضد أسطول المساعدات الإنسانية لقطاع غزة والذي خلف عددا من الضحايا والجرحى وأكد بيان أصدرته وزارة الشؤون الخارجية رفض تونس القاطع لهذه الممارسات العدوانية التي تمثل تحديا صارخا للإرادة الدولية وخرقا لجميع المواثيق والأعراف الدولية والإنسانية وتهدد بمزيد من تعقيد الأوضاع في المنطقة وتلاشي آمال تحقيق السلام. وأضاف البيان أن تونس إذ تجدد إدانتها لكل أشكال العقاب الجماعي فإنها تدعو المجتمع الدولي ولاسيما القوى المؤثرة إلى التدخل الفوري لرفع الحصار الجائر عن الشعب الفلسطيني في غزة ووضع حد لمعاناته.[43]
- الجزائر: أدان بيان لوزارة الخارجية الجزائرية بشدة الهجوم الإسرائيلي ووصفه «بالجبان والإجرامي» كما دعا البيان إلى رد فعل حازم وجماعي من طرف المجموعة الدولية،[44] وأكد البيان دعم الجزائر المطلق للقضية الفلسطينية. وطالب عبد العزيز بلخادم الممثل الشخصي للرئيس الجزائري من مصر إبقاء معبر رفح مفتوحا أمام سكان قطاع غزة، كما أعلن رئيس حركة مجتمع السلم أبو جرة سلطاني عن إرسال قوافل جديدة عبر البرّ إلى القطاع.[45] كما هاجمت لويزة حنون، رئيسة حزب العمال، الحكومة المصرية واتهمتها بالتواطؤ مع إسرائيل ودعت الرئيس عبد العزيز بوتفليقة إلى الانسحاب من المبادرة العربية.[46]
- السعودية: من خلال مجلس الوزراء الذي ترأسه الملك عبد الله بن عبد العزيز في جدة، استنكر الهجوم وقال «الهجوم عدواناً يعكس الممارسات غير الإنسانية وتحديها السافر للعالم كافة، وللقانون الدولي وإصرارها على تجويع الشعب الفلسطيني ومنع كل وسائل الإغاثة الإنسانية، وإمعاناً في قتل الأبرياء. ودعا المجلس المجتمع الدولي إلى تحمل مسؤولياته تجاه هذه الاعتداءات والسياسة الهمجية من سلطات الاحتلال الإسرائيلي.»[47]
- سوريا: أدانت سوريا الهجوم معتبرة إيّاه «عملاً إرهابياً». وقالت بُثينة شعبان - مستشارة للرئيس السوري بشار الأسد - أن «الرئيس السوري - بشار الأسد - ورئيس وزراء لبنان - سعد الحريري - يُعدّان بياناً شديد اللهجة حول هذا العدوان الإسرائيلي على سفن أسطول الحرية». وأضافت: «سوريا تُدين بأقوى لغة ممكنة هذه الجريمة النكراء التي اُرتكبت ضد مدنيين عزل». وقد عقد البرلمان السوري جلسة تضامن مع القتلى والجرحى الذين أصيبوا أثناء الهجوم.[48] وقد تقدّمت سوريا - عبر مندوبها لدى جامعة الدول العربية - بطلب لعقد اجتماع طارئ وفوري لمجلس الجامعة لبحث أمر الهجوم.[49]
- الكويت: عقدت الحكومة الكويتية اجتماعا طارئا واستثنائيا لبحث تداعيات الموضوع والمطالبة بعودة المحتجزين الكويتين وغيرهم بأسرع وقت وأصدرت الحكومة الكويتية بيانا أكدت فيه أنها ستنسق مع الدول العربية والإسلامية لإجراء تحقيق فوري في الجريمة ووضح حد لمأساة الشعب الفلسطيني وقالت إن إسرائيل تصر على ممارسة إرهاب الدولة المنظم وإشاعة أجواء التوتر وتقويض فرص السلام، كما استدعت الكويت سفراء الدول دائمة العضوية في مجلس الأمن.[50] كما عقد مجلس الأمة الكويتي جلسة خاصة لبحث هذا الموضوع، والانسحاب من مبادرة السلام العربية كما طالب المجلس في بيانه من المجتمع الدولي فك الحصار عن غزة.[بحاجة لمصدر]
- لبنان: قام رئيس الحكومة اللبنانية - سعد الحريري - بإدانة إسرائيل، واعتبر ما فعلته خطوة خطيرة تُهدد بتصعيد الصراع في المنطقة.[49] وبصفته رئيسا لمجلس الأمن الدولي لشهر مايو/أيار دعى لاجتماع طارئ للمجلس.[51] وقد قال تعليقاً على ما حدث: «إن لبنان يُدين هذا الهجوم بشدة ويهيب بالمجتمع الدولي - ولا سيما بالدول الكبرى التي يفترض أنها مؤتمنة على مسيرة السلام - أن تتحرك لوقف هذا التمادي لانتهاك حقوق الإنسان وتعريض السلام الدولي للخطر».[49]
- ليبيا: أدانت ليبيا الهجوم على الأسطول وطالبت الدول العربية باتخاذ موقف حاسم من هذا «التعدّي السّافر على كرامة وحقوق الأمة العربية». وقد جرت اتصالات بين ليبيا ومصر لبحث أمر الهجوم.[52] وقد قامت «نقابة محامي بنغازي» بإجراء احتجاج أمام محكمة شمال بنغازي يوم 31 مايو/أيار. وقد قال الرئيس الليبي - القذافي - في رسالة أرسلها إلى الرئيس الأمريكي - باراك أوباما - يُحمّله فيها مسؤولية الهجوم على الأسطول: «إن وزر هذه الجريمة البشعة لا يتحملها الإسرائيليون بل تتحملها أمريكا ويتحملها دافع الضرائب الأمريكي المسكين الذي يُموّل هذا الكيان الاستعماري ويمول الأسطول السادس الذي يحميه».[53]
- مصر: استنكر الرئيس حسني مبارك اعتراض البحرية الإسرائيلية فجر الاثنين لسفن المساعدات الإنسانية المتجهة إلى غزة، وذكر بيان لرئاسة الجمهورية أن الرئيس مبارك إذ يستنكر لجوء إسرائيل للاستخدام المفرط وغير المبرر للقوة وما أسفر عنه من ضحايا أبرياء، فإنه يؤكد تضامن مصر شعبا وحكومة مع أهالي غزة، ويعاود تأكيد أن المصالحة الفلسطينية هي الطريق لرفع الحصار وإنهاء المعاناة الإنسانية لسكان القطاع. واستدعت وزارة الخارجية المصرية السفير الإسرائيلي في القاهرة لإبلاغه احتجاج مصر على الهجوم الإسرائيلي على أسطول الحرية. وقال المتحدث الرسمي باسم الخارجية السفير حسام زكي أنه تم إبلاغ السفير الإسرائيلي «بإدانة مصر لأعمال القتل التي ارتكبتها القوات الإسرائيلية والاستخدام المفرط للقوة ضد ناشطين دوليين مشاركين في قافلة الإغاثة المتوجهة إلى قطاع غزة». وأضاف أن مصر أكدت للسفير الإسرائيلي رفضها الكامل لاستمرار الحصار الإسرائيلي على قطاع غزة مطالبتها برفعه الفوري والكامل.[54] كما فتحت السلطات المصرية معبر رفح من الساعة تاسعة صباحا إلى الخامسة مساء يومياً للحالات الإنسانية والعالقين على الجانبين إلى أجل غير مسمى.[55][56][57]
- المغرب: عبر الطيب الفاسي الفهري، وزير الشؤون الخارجية والتعاون، عن إدانة المملكة المغربيةالشديدة للهجوم الإسرائيلي الهمجي على قافلة (أسطول الحرية)، التي كانت متجهة إلى سواحل غزة وعلى متنها العديد من أنصار السلام ومساعدات. وقال الفاسي الفهري، في تصريح للصحافة بمدينة نيس الفرنسية، "إن المغرب، ملكا وحكومة وشعبا، يدين بشدة ما حصل بعد الاعتداء الإسرائيلي الهمجي على القافلة الإنسانية"، مضيفا أن "هذا الهجوم ليس له أي أساس أو مبرر وهو غير مقبول على المستوى الإنساني ومرفوض على المستوى السياسي والدبلوماسي". وأكد أن "هذه القافلة كان هدفها الإنساني دعم الأشقاء الفلسطينيين بغزة المحاصرة"، موضحا أنه "ليس هناك أي ذريعة لتفسير هذه العملية العسكرية ضد الأبرياء". وعبر السيد الفاسي الفهري عن "الأسف لوقوع هذه العملية العسكرية، خاصة في ظروف بدأت فيها المباحثات غير المباشرة تحت المظلة الأمريكية". وقال وزير الشؤون الخارجية والتعاون: "إننا نطالب بالتحقيق الضروري والفوري، ونؤكد من جديد تضامننا مع الشعب الفلسطيني".."[58]
- اليمن: أدانت صنعاء الهجوم الإسرائيلي على الأسطول، وطالبت بالتحرّك لمعرفة مصير ثلاثة برلمانيين يمنيين كانوا ضمن القافلة. وأيضاً، طالبت الأمم المتحدة باتخاذ موقف حاسم من الاعتداء والحصار الإسرائيليّين على قطاع غزة. وقد انتقدت أيضاً موقف مصر من الحصار وبناءها لجدار العزل الذي منع وصول المساعدات إلى القطاع، وأشارت إلى أن مصر كانت قد منعت دخول البرلمانيَّين هزاع المسوري ومحمد الحزمي عبر معبر رفح، وأنه لولا حصارها هذا الذي منع دخول المساعدات من حدودها لما حدث كل هذا لأسطول الحرية.[59] وقد صرّح مجلس النواب اليمني في بيان له: «إن مجلس النواب في الجمهورية اليمنية - وهو يدين ويستنكر هذا العمل الإجرامي الجبان - يُحمّل إسرائيل ومن يدعمه مسؤوليّة ما يترتب على هذا الفعل الشنيع من نتائج، وكذلك سلامة كافة أعضاء أسطول الحرية من أحرار العالم وفي مقدمتهم أعضاء مجلس النواب اليمني».[60]
- قطر دعا أمير قطر الشيخ حمد بن خليفة آل ثاني، المجتمع الدولي إلى التحرك من أجل كسر الحصار مضيفاً أن كل من يتحدث عن الحرية والعدالة والديمقراطية مطالب الآن بفعل شيء لكسر هذا الحصار حتى لا تذهب دماء هؤلاء الأحرار سدى.[61]

#### غير العربية
- المملكة المتحدة: أصدر وزير الخارجية البريطاني وليم هيج بياناً نصه الآتي:

أشجب الخسائر في الأرواح التي نتجت عن الهجوم على قافلة غزة.. طالما نصحنا ضد محاولة الوصول إلى غزة عن هذا الطريق، ولكن في الوقت نفسه كان على إسرائيل التصرف بمسؤولية وبموجب التزاماتها الدولية. من المهم جدا التوصل إلى الحقيقة حول هذا الحادث وعلى وجه الخصوص ما إذا بذل الإسرائيليون ما يكفي من الجهود لتجنب إيقاع الخسائر، الحادث الأخير يؤكد الحاجة إلى رفع القيود الإسرائيلية على قطاع غزة بموجب قرار مجلس الأمن 1860. إن حصار غزة غير مقبول ويؤدي إلى نتائج عكسية.. أناشد الحكومة الإسرائيلية فتح المعابر والسماح للمعونات بوصول غزة دون عائق، كما وأناشدها التجاوب مع المخاوف الجدية من تدهور الأوضاع الإنسانية والاقتصادية واثر ذلك على الأجيال الفلسطينية الشابة.
- أوكرانيا: عبرت وزارة الخارجية الأوكرانية عن قلقها البالغ إزاء استخدام القوات الإسرائيلية السلاح ضد نشطاء أسطول الحرية لكسر الحصار عن قطاع غزة، داعية إلى فتح تحقيق دقيق وشامل حول الاعتداء.[63]
- نيكاراغوا: أعلنت نيكاراغوا تعليق علاقاتها الدبلوماسية مع إسرائيل احتجاجا على مهاجمتها أسطول الحرية الذي يحمل مساعدات إلى قطاع غزة المحاصر، وشدد بيان صادر عن مكتب الرئيس على عدم شرعية الهجوم الإسرائيلي على القافلة الإنسانية مؤكدا أنه خرق واضح للقانون الدولي وحقوق الإنسان.[64]
- جنوب إفريقيا: استدعت سفيرها لدي إسرائيل.[65][66]
- ماليزيا: قام رئيس الوزراء الماليزي - نجيب تون عبد الرزاق - بإدانة الهجوم الإسرائيلي على الأسطول،[67][68] وأيضاً أدان رئيس الوزراء السابق مهاتير محمد الهجوم وقال عنه: «أشعر بغضب شديد لاستخدام الإسرائيليين للقوة ضد أشخاص غير مسلّحين إطلاقاً. أنا متأكد أن الإسرائيليّين سوف يقولون أن هؤلاء الأشخاص كانوا يحلمون أسلحة، وهذا سخيف».[69]

#### الدولية
- الأمم المتحدة:
  - أدان بان كي مون، الأمين العام للأمم المتحدة، العدوان الإسرائيلي على الأسطول، ووصف ما حصل بحمام الدم،[70] وطالب إسرائيل بتحقيق وتفسير الحادث.[71]
  - عقد مجلس الأمن الدولي جلسة طارئة بناء على طلب لبنان وتركيا الأعضاء في المجلس حالياً برئاسة مندوب لبنان.[72] وأتى في بيان المجلس تعزية لما حدث من خسائر في الأرواح، وطالب بالإفراج الفوري عن السفن والمدنين الذين تحتجزهم إسرائيل، وأكد أن الوضع في غزة غير قابل للاستمرار، مشددا من جديد على أهمية التطبيق الكامل لقراري المجلس 1850 و1860.[73] بالإضافة للمزيد من التسهيلات للجهات الدبلوماسية في إسرائيل ذات العلاقة بالحادث وتوصيل المعونات إلى مكانها. من جهة أخرى، أكد موقف الأمين العام للأمم المتحدة وطالب بتحقيق مستقل وذو شفافية ومصداقية في ما جرى. صرح البيان أيضاً بأن الوضع الإنساني والسياسي في قطاع غزة لا يمكنه الاستمرار بوضعه الحالي.[74]

#### قمم ومؤتمرات
- القمة الروسية الأوروبية: طالبت القمة الأوروبية الروسية المنعقدة في مدينة روستوف بروسيا بإجراء تحقيق محايد في العملية العسكرية التي نفذتها الجيش الإسرائيلي ضد «قافلة الحرية» الإغاثية في المياه الدولية، كما حثت القمة إسرائيل على فتح معابر غزة وإنهاء الحصار الذي تفرضه على القطاع، وطالب وزير الخارجية الروسي سيرغي لافروف ومسؤولة العلاقات الخارجية في الاتحاد الأوروبي كاثرين اشتون في بيان مشترك خلال القمة بإجراء تحقيق شامل ومحايد.[75]

#### مجالس حقوق الإنسان
أدان مجلس حقوق الإنسان في جنيف، العدوان الإسرائيلي على أسطول الحرية بأغلبية 32 دولة وامتناع 9 دول من التصويت ورفض ثلاث دول. كما تبنى المجلس في الأمم المتحدة قرارًا ينص على تشكيل لجنة تحقيق دولية مستقلة حول الهجوم العسكري الإسرائيلي على أسطول الحرية الذي كان ينقل مساعدات إنسانية إلى قطاع غزة.